# Improvizované výbušné zařízení

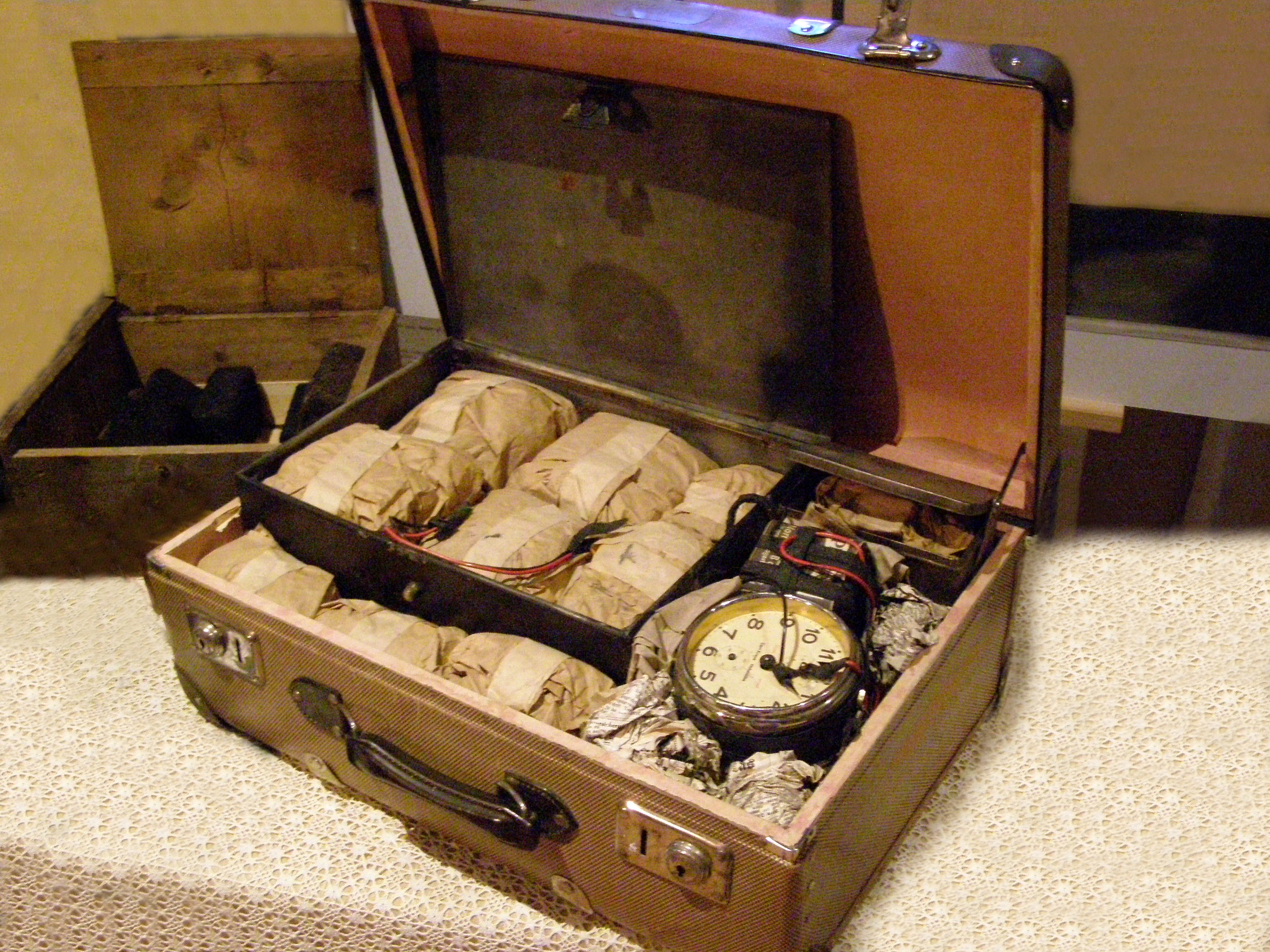
Rekonstrukce nástražného výbušného zařízení konstruovaného domácím protiněmeckým odbojem v Protektorátu Čechy a Morava

Improvizované výbušné zařízení (anglicky improvised explosive device, zkratka IED) je podomácku vyrobená bomba (výbušná nástraha). Používají ji nepravidelné jednotky, povstalecké skupiny, kombatanti a teroristé při vedení asymetrického boje proti pravidelné armádě. Obětí, i cílenou, mohou být také civilisté, což je porušením mezinárodního humanitárního práva. Mohou být aktivovány různými způsoby (dálkově vysílačem, nástražným drátem), nabývat různých podob a zejména mohou být umístěny na rozličných místech – pod předměty, zahrabány v pozemních komunikacích, připevněny na živé osoby (dobrovolní či nedobrovolní sebevražední atentátníci) či mrtvá těla osob či zvířat (zpravidla domácích). Reakcí na rozšíření improvizovaných výbušných zařízení je rozvoj armádních postupů, technologií (např. rušičky aktivačního signálu – radiový, mobilní signál) a techniky (např. obrněná vozidla MRAP).